# Reflections (Care Enough)
«Reflections (Care Enough)» (en español: «Reflecciones (cuida suficientemente)») es una canción escrita por la cantante estadounidense Mariah Carey y el compositor Philippe Pierre y producida por Carey, Jimmy Jam y Terry Lewis para el séptimo álbum de estudio y banda sonora de Carey Glitter (2001).
La balada cuenta la forma en que la madre de Billie Frank (personaje que interpreta Carey en la película Glitter) no le prestó suficiente atención cuando era niña. Más tarde Carey señaló en una presentación en vivo que escribió la canción inspirada en una pequeña niña y que habla de las preguntas que uno se hace cuando crece sin el calor de una familia.

## Lanzamiento comercial
«Reflections (Care Enough)» se lanzó como cuarto sencillo del álbum a finales de 2001, aunque no se promocionó comercialmente en Estados Unidos.
Debido a las obligaciones contractuales con Sony Music Entertainment (anterior sello discográfico de Carey y encargado de distribuir internacionalmente la banda sonora de Glitter), se decidió publicar un CD single con "Reflections (Care Enough)" en Japón, donde alcanzó el top veinte.
Carey interpretó en directo la canción su especial de Navidad Home for the Holidays with Mariah Carey ("Un hogar para pasar la Navidad con Mariah Carey").

## Lista de canciones
1. «Reflections (Care Enough)»
2. «Reflections (Care Enough)» (Instrumental)